# Ctenotus hebetior
Espèce
Ctenotus hebetior est une espèce de sauriens de la famille des Scincidae.

## Répartition
Cette espèce est endémique d'Australie. Elle se rencontre au Queensland et dans le Territoire du Nord.

## Liste des sous-espèces
Selon The Reptile Database (12 septembre 2012) :
- Ctenotus hebetior hebetior Storr, 1978
- Ctenotus hebetior schuettleri Börner & Schüttler, 1981

## Publications originales
- Börner & Schüttler, 1981 : Über die australischen Skinke des Cryptoblepharus boutonii Komplexes. Miscellaneous Articles In Saurology, vol. 8, p. 1-10.
- Storr, 1978 : Notes on the Ctenotus (Lacertilia, Scincidae) of Queensland. Records of the Western Australian Museum, vol. 6, no 3, p. 319-332 (texte intégral).